# Relaciones España-Sudán
Las Relaciones España-Sudán son las relaciones internacionales entre estos dos países. Sudán tiene una embajada en Madrid. España tiene una embajada en Jartum.

## Relaciones diplomáticas
España mantiene relaciones diplomáticas con Sudán desde el 20 de febrero de 1964. Invitado por el rey Juan Carlos I, el presidente de la entonces República Democrática del Sudán, Gaafar Mohammed Nimeiri, visitó oficialmente España entre el 10 y el 14 de octubre de 1978.
El 26 de julio de 2004, el exministro de Asuntos Exteriores y de Cooperación, Miguel Ángel Moratinos, se entrevistó en Ankara con el ministro de Relaciones Exteriores de Sudán, Mustafá Osman Ismail, para tratar sobre la situación en la región de Dafur y la posición de los respectivos gobiernos.
El 23 de mayo de 2005, el Gobierno español ofreció, a través de la Unión Europea (UE), dos aviones de transporte CASA-212 y cinco observadores militares para apoyar la misión de paz que la Unión Africana tenía desplegada en la región sudanesa de Darfur, según anunció el exministro de Defensa, José Bono.
El 24 de febrero de 2006, el Consejo de Ministros aprobó la creación de una misión diplomática permanente en Sudán, que contaba con embajada en Madrid desde 2001, destacando que este país, el más extenso de África, tenía “un importante potencial económico”. Desde 2008 la Embajada cuenta con una sección consular, mientras que las consejerías de comercio e interior se encuentran en El Cairo.
Los entonces secretarios de Estado de Asuntos Exteriores, Bernardino León, y Cooperación Internacional, Leire Pajín, visitaron Sudán los días 29, 30 y 31 de enero de 2007. Ambos secretarios de Estado se entrevistaron en Jartum con los ministros sudaneses de Cooperación Internacional y Asuntos Exteriores, así como con el vicepresidente segundo de la República, a quienes pidieron “pasos significativos” hacia la pacificación plena del país. Además, visitaron los campos de refugiados de Darfur, donde mantuvieron encuentros con la misión de paz, cooperantes españoles, agencias humanitarias y organismos de Naciones Unidas.
El 25 de mayo de 2007, el exministro español de Asuntos Exteriores y de Cooperación, Miguel Ángel Moratinos, mantuvo en Madrid una reunión de trabajo con su homólogo sudanés, Mohamed El-Wasila, a quien expresó el interés de España por este país, que se materializaba con la reapertura de la Embajada española en Jartum, el envío de un experto de la Agencia Española de Cooperación Internacional (AECI) y la sucesión de visitas de alto nivel.
El Secretario de Estado de Asuntos Exteriores, Bernardino León, asistió el 25 de junio de 2007 en París a la reunión del denominado Grupo de Contacto Ampliado sobre Darfur, que agrupó a representantes de 18 países y media docena de organizaciones internacionales.
El Ministro Ghandour todavía no ha visitado España, aunque su predecesor, Ali Karti, los hizo en tres ocasiones: octubre de 2010 (cuando se firmó un Acuerdo de Cooperación bilateral), mayo de 2013 (para participar en el I Foro Cultural y Económico Hispanosudanés, organizado en Casa Árabe) y abril de 2014 (con ocasión del funeral de Estado celebrado en honor del expresidente Adolfo Suárez).